# Renae Cruz
Renae Cruz (New York, 29 novembre 1987) è un'ex attrice pornografica statunitense.
Ha esordito nell'industria dei film per adulti nel novembre del 2006, all'età di 19 anni.
Quando era ancora una bambina ha vissuto con l'esercito e ha vissuto in Brasile per un anno.

## Filmografia
- Hot Latin Pussy Adventures 46 (2006)
- 1 Dick 2 Chicks 6 (2007)
- 100% Prime Grade A Meat 1 (2007)
- 18 and Easy 9 (2007)
- 18 Legal And Latin 4 (2007)
- 2 Big 2 Be True 8 (2007)
- 2 Young To Fall In Love 4 (2007)
- 8th Street Latinas 2 (2007)
- Adventures of Shorty Mac 5 (2007)
- Anacondas and Lil Mamas 1 (2007)
- Asia 18 2 (2007)
- Ass Parade 11 (2007)
- Ball Honeys 7 (2007)
- Bang My Juice Boxxx 2 (2007)
- Barely Legal 69 (2007)
- Barely Legal All by Myself 1 (2007)
- Barely Legal POV 1 (2007)
- Barrio Bangers 1 (2007)
- Barrio Booty 3 (2007)
- Big Butt Teens (2007)
- Big Dicks Bouncing Tits 2 (2007)
- Big Giant Titties 4 (2007)
- Bikini-Clad Cum Sluts 1 (2007)
- Black Cock Addiction 3 (2007)
- Black Dick in Daddy's Daughter 2 (2007)
- Bound to Please 1 (2007)
- Brea Unfaithful (2007)
- Brown Eyed Girl (2007)
- Bubblegum Cuties 2 (2007)
- Deep Throat This 38 (2007)
- Destination Tonsils 1 (2007)
- Don't Waste It Taste It 2 (2007)
- Double Decker Sandwich 10 (2007)
- Down the Hatch 22 (2007)
- Erik Everhard Fucks Them All (2007)
- Evilution 3 (2007)
- Filth Cums First 1 (2007)
- First Offense 22 (2007)
- Fresh Hot Tamales (2007)
- Fresh out the Box 6 (2007)
- Fresh Pussy 6 (2007)
- Fucked on Sight 3 (2007)
- Fucking Me POV 2 (2007)
- Gag Factor 24 (2007)
- Goo Girls 25 (2007)
- Good the Bad and the Slutty 3 (2007)
- Hot Sauce 4 (2007)
- I Love Big Toys 6 (2007)
- I Love My Ass (2007)
- It's a Mommy Thing 1 (2007)
- It's Huge 6 (2007)
- Jack's POV 9 (2007)
- Keep 'Em Cummin' 2 (2007)
- Lascivious Latinas 6 (2007)
- Latin Blows N Toes 2 (2007)
- Latin Booty Worship 1 (2007)
- Latin Cream Pies (2007)
- Long Dong Black Kong 2 (2007)
- Low Ridin' Latinas (2007)
- Munch Box (2007)
- My Imaginary Life (2007)
- MyPlace 2 (2007)
- Naked Aces 2 (2007)
- Naughty College School Girls 40 (2007)
- No Man's Land 43 (2007)
- No Man's Land Latin Edition 9 (2007)
- Obscene Behavior 2 (2007)
- Orgy Sex Parties 3 (2007)
- Paste My Face 5 (2007)
- Pleasers 1 (2007)
- Pros vs Hos (2007)
- Service with a Smile (2007)
- Shane Diesel Fucks Them All 3 (2007)
- She's Goin Down (2007)
- Shorty's Outtakes (2007)
- Slutinas 4 (2007)
- Smut Peddler (2007)
- Sole Jam 2 (2007)
- Solo Girls 1 (2007)
- Suck It Dry 4 (2007)
- Tease Me Then Please Me 6 (2007)
- Teaseatorium: Cock Therapy 5 (2007)
- Teens Corrupted (2007)
- Twisted Vision 6 (2007)
- Vouyer Vision 3 (2007)
- We Fuck 'em Young 1 (2007)
- We Swallow 16 (2007)
- Young As They Cum 21 (2007)
- Young Asian Cookies Dripping Cum 10 (2007)
- Young Latinas 1 (2007)
- Young Tight Latinas 12 (2007)
- All Alone 3 (2008)
- Anal Chaos (2008)
- Asian POV 5 (2008)
- Ball Honeys 11 (2008)
- Barely Legal Oral Education 2 (2008)
- Barely Legal Young And Thirsty (2008)
- Black Cocks Tiny Teens 7 (2008)
- Blow Me Sandwich 12 (2008)
- Boob Bangers 5 (2008)
- Busty Loads 2 (2008)
- Carpool (2008)
- Chicks and Salsa 5 (2008)
- Control 8 (2008)
- Every Last Drop 4 (2008)
- Every Last Drop 6 (2008)
- Evil Anal 6 (2008)
- Face Invaders 3 (2008)
- Fired (2008)
- Four Finger Club 24 (2008)
- Four Finger Club 25 (2008)
- Girlvana 4 (2008)
- Head Case 3 (2008)
- Hose on Hoes (2008)
- Hot Showers 17 (2008)
- Intimate Instinct (2008)
- Jack's All Stars 1 (2008)
- Jack's Teen America 21 (2008)
- Jerk Me And Swallow It All (2008)
- Latin Adultery 7 (2008)
- Little Latina Cum Queens (2008)
- Load Warriors 1 (2008)
- Meet The Fuckers 8 (2008)
- Monster Cock Mania 1 (2008)
- More Than A Handful 17 (2008)
- Moving Out (2008)
- My Daughter's Fucking Blackzilla 16 (2008)
- Nice Fucking View 3 (2008)
- Not So Innocent Teens 2 (2008)
- Old Geezers Young Teasers 2 (2008)
- One Night Stand (2008)
- Perverted (2008)
- Perverted POV 6 (2008)
- POV Jugg Fuckers 1 (2008)
- Route 66 (2008)
- Sexy Solos (2008)
- Taco Shop 3 (2008)
- Tight Young Latinas (2008)
- White Chicks Gettin' Black Balled 26 (2008)
- Wicked Wives: A Voyeur's Diary (2008)
- Working Latinas 3 (2008)
- 18 and Easy All Stars (2009)
- Blame it on Savanna (2009)
- Brunettes: The Darkside (2009)
- Fuck Me Now 2 (2009)
- Girls Banging Girls 4 (2009)
- Interactive Sex with Alexis Texas (2009)
- Operation: Tropical Stormy (2009)
- Oral Exams (2009)
- Pinch (2009)
- Porn Star Brides 4 (2009)
- Real College Girls 18 (2009)
- Sex for Grades 3 (2009)
- Slutty Senoritas (2009)
- Smokin' Hot Latinas 1 (2009)
- Young and Nasty 4 (2009)
- Young Latinas 2 (2009)
- Addicted to Big Black Dick 3 (2010)
- Getting Off With Monique (2010)
- Hot Rod Tramps 3 (2010)
- Latin Hoochies 3 (2010)
- Maneaters (2010)
- Peter North's POV 23 (2010)
- Poke Me Big Daddy 4 (2010)
- POV Handjobs 4 (2010)
- Round Latin Asses 1 (2010)
- Simple Fucks 7 (2010)
- Will Steiger bumst Amerika (2010)
- Young and Cravin' Cum 1 (2010)
- Fucking Neighbors 3 (2011)
- Gimme a Fucking Spring Break 5 (2011)
- I Suck (2011)
- Latin Cream Pie POV (2011)
- Latin POV 2 (2011)
- Not Jennifer Lopez XXX: An American Idol (2011)
- Official Bounty Hunter Parody 4 (2011)
- Panty Pops 2 (2011)
- Route 69 (2011)
- Smaller the Better (2011)
- Teens Love Chocolate 2 (2011)
- Backdoor Breeders (2012)
- Breakin' In Some Rookie Nookie (2012)
- D+ Students 5 (2012)
- Drink Me Down (2012)
- Hot Chicks Perfect Tits 4 (2012)
- North Pole 94 (2012)
- 18 And Fucks Like A Pro 3 (2013)
- 69 Scenes: Brunettes vs Blondes (2013)
- Bush Bangers (2013)
- Coat My Throat (2013)
- Manuel Ferrera Bangs 'Em All (2013)
- Teen Pussy Wreckers 2 (2013)
- Throat Fuckers (2013)
- Titty City 2 (2013)
- Everybody Loves Alexis Texas (2014)
- Simon Says Suck My Dick (2014)

## Riconoscimenti
- 2008 AVN Award nomination – AVN Award Best New Starlet[4]
- 2009 AVN Award nomination – Miglior Scena di Sesso Orale – Blow Me Sandwich 12
- 2009 AVN Award nomination – Miglior Scena di Sesso POV – Nice Fucking View 3